# Solieria testacea
Solieria testacea là một loài ruồi trong họ Tachinidae.